# Psychomyia ivanovi
Psychomyia ivanovi is een schietmot uit de familie Psychomyiidae. De soort komt voor in het Oriëntaals gebied.